# توم بنتلي ثروكمورتون
توم بنتلي ثروكمورتون (بالإنجليزية: Tom Bentley Throckmorton)‏‏ (20 يناير 1885 - 1961) طبيب أعصاب أمريكي يُعرف لوصفه منعكس ثروك مورتن.

## سيرته
درس في كلية طب جيفرسون وتخرج منها بدرجة دكتور في الطب عام 1909 بميدالية ذهبية لأفضل فحصٍ عصبي. كان يعمل في مستشفى فيلادلفيا لتقويم العظام [الإنجليزية]، ومستشفى الأمراض العصبية في فيلادلفيا ومستشفى شيروكو الحكومي للمجانين قبل أن يستقر بعمله محاضرًا في علم الأعصاب في دي موين بآيوا. كان حاكم فرع آيوا للكلية الأمريكية للأطباء من عام 1927 إلى عام 1936.